# Michal Novák
Pour les articles homonymes, voir Novak.
Michal Novák, né le 26 novembre 1996 à Karlovy Vary, est un fondeur tchèque.

## Biographie
Membre du club Dukla Liberec, il dispute sa première compétition internationale en 2013 lors du Festival olympique de la jeunesse européenne, où il obtient la dixième place sur le dix kilomètres.
Après des débuts en Coupe du monde en janvier 2016, il signe un top dix aux Championnats du monde junior sur dix kilomètres (8e).
Il s'installe alors dans l'équipe élite tchèque et dispute sa première saison complète en Coupe du monde lors de la saison 2016-2017, où il est aussi envoyé aux Championnats du monde à Lahti.
Lors du Tour de ski 2017-2018, il inscrit ses premiers points pour la Coupe du monde avec une 29e place sur le sprint de Lenzerheide.
Ensuite, il est sélectionné pour les Jeux olympiques de Pyeongchang, enregistrant son meilleur résultat individuel sur le quinze kilomètres libre (46e) et fait partie du relais (10e). En 2019, son moment fort est la médaille d'argent sur le quinze kilomètres aux Championnats du monde des moins de 23 ans, devancé par Jules Lapierre.
Il confirme ce résultat en 2020, où il passe régulièrement les qualifications en sprint en Coupe du monde, avec comme meilleur résultat treizième à Falun. Durant l'hiver 2020-2021, il passe deux fois en demi-finale lors de sprint à Val Müstair et Ulricehamn (neuvième place).

## Palmarès

### Jeux olympiques
| Épreuve / Édition | Épreuve / Édition | Pyeongchang 2018 |
| 15 km libre       | 15 km libre       | 46e              |
| Sprint classique  | Sprint classique  | 61e              |
| Relais 4 × 10 km  | Relais 4 × 10 km  | 10e              |

### Championnats du monde
| Épreuve / Édition  | Épreuve / Édition  | Lahti 2017                       | [[Championnats du monde de ski nordique 2019\|Liberec 2019]] | Oberstdorf 2021                  |
| Sprint libre       | Sprint libre       | 44e                              | 37e                                                          | Épreuve inexistante à cette date |
| Sprint classique   | Sprint classique   | Épreuve inexistante à cette date | Épreuve inexistante à cette date                             | 23e                              |
| 15 km libre        | 15 km libre        | Épreuve inexistante à cette date | Épreuve inexistante à cette date                             | 35e                              |
| 15 km classique    | 15 km classique    | Épreuve inexistante à cette date | 39e                                                          | Épreuve inexistante à cette date |
| 50 km libre        | 50 km libre        | 36e                              | 36e                                                          | Épreuve inexistante à cette date |
| 50 km classique    | 50 km classique    | Épreuve inexistante à cette date | Épreuve inexistante à cette date                             | 24e                              |
| Sprint par équipes | Sprint par équipes | 12e                              | 17e                                                          | 8e                               |
| Relais 4 × 10 km   | Relais 4 × 10 km   | 11e                              | 11e                                                          | 11e                              |

### Coupe du monde
- Meilleur classement général : 34e en 2021.
- 1 podium en individuel : 1 troisième place.

#### Classements en Coupe du monde
| Année     | Classement général final | Classement distance | Classement sprint |
| 2017-2018 | 130e                     | -                   | 72e               |
| 2018-2019 | 90e                      | 75e                 | 57e               |
| 2019-2020 | 66e                      | 53e                 | 47e               |
| 2020-2021 | 34e                      | 54e                 | 13e               |

### Championnats du monde des moins de 23 ans
- Médaille d'argent du quinze kilomètres libre en 2019 à Lahti.

### Coupe OPA
- 2 podiums.